# Ballana valga
Ballana valga är en insektsart som beskrevs av Delong 1937. Ballana valga ingår i släktet Ballana och familjen dvärgstritar. Inga underarter finns listade i Catalogue of Life.